# Quyền LGBT ở Cộng hòa Congo
Bài viết này là về Cộng hòa Congo (còn được gọi là Congo-Brazzaville). Đối với Cộng hòa Dân chủ Congo (trước đây là Zaïre), xem Quyền LGBT ở Cộng hòa Dân chủ Congo.
Quyền đồng tính nữ, đồng tính nam, song tính và chuyển giới ở Cộng hòa Congo có thể phải đối mặt với những thách thức pháp lý mà những người không phải LGBT không gặp phải. Cả hai hoạt động tình dục đồng giới nam và nữ đều hợp pháp tại Cộng hòa Congo, nhưng các cặp vợ chồng và hộ gia đình đồng giới do các cặp đồng giới đứng đầu không đủ điều kiện bảo vệ pháp lý giống nhau cho các cặp đồng giới.

## Bảng tóm tắt
| Hoạt động tình dục đồng giới hợp pháp                                          | (Luôn hợp pháp) |
| Độ tuổi đồng ý                                                                 | (Tử năm 1947)   |
| Luật chống phân biệt đối xử trong ngôn từ kích động thù địch và bạo lực        | No              |
| Luật chống phân biệt đối xử trong việc làm                                     | No              |
| Luật chống phân biệt đối xử trong việc cung cấp hàng hóa và dịch vụ            | No              |
| Hôn nhân đồng giới                                                             | No              |
| Công nhận các cặp đồng giới                                                    | No              |
| Con nuôi của các cặp vợ chồng đồng giới                                        | No              |
| Con nuôi chung của các cặp đồng giới                                           | No              |
| Người đồng tính nam và đồng tính nữ được phép phục vụ công khai trong quân đội |                 |
| Quyền thay đổi giới tính hợp pháp                                              |                 |
| Truy cập IVF cho đồng tính nữ                                                  | No              |
| Mang thai hộ thương mại cho các cặp đồng tính nam                              | No              |
| NQHN được phép hiến máu                                                        | No              |